# 8 июля
8 июля — 189-й день года (190-й в високосные годы) по григорианскому календарю.
До конца года остаётся 176 дней.
До 15 октября 1582 года — 8 июля по юлианскому календарю, с 15 октября 1582 года — 8 июля по григорианскому календарю.
В XX и XXI веках соответствует 25 июня по юлианскому календарю.

## Праздники и памятные дни
См. также: Категория:Праздники 8 июля

### Общественные
- Всемирный день борьбы с аллергией (Всемирная организация по аллергии и Всемирная организация по иммунопатологии)[2][неавторитетный источник]

### Национальные
- Россия — День семьи, любви и верности.

### Религиозные
Православие
- Преподобномученицы Февронии девы (ок. 304);
- благоверных князя Петра (в иночестве Давида) и княгини Февронии (в иночестве Евфросинии), Муромских чудотворцев (1228);
- память преподобного Далмата Исетского, Пермского, основателя Далматовского Свято-Успенского монастыря (1697).
- память священномученика Василия Милицына, пресвитера (1918);
- память преподобноисповедника Никона Оптинского (Беляева), иеромонаха (1931);
- память священномученика Василия Протопопова, пресвитера (1940).

### Именины
- Католические: Альжбета, Евгений, Прокоп.
- Православные: Константин, Леонид, Пётр, Фёдор, Давид.

## События
См. также: Категория:События 8 июля

### До XX века
- 52 до н. э. — принятая дата основания Парижа (Лютеции).
- 292 — дата на резной стеле 29 в майяском Тикале (8.12.14.15.0 по календарю майя, что соотносят с 6 или 8 июля).
- 1283 — Война Сицилийской вечерни: арагонский флот под командованием адмирала Руджеро Лауриа побеждает анжуйский флот в битве при Мальте.
- 1497 — первая морская экспедиция из Европы в Индию отплыла из Лиссабона во главе с Васко да Гама.
- 1573 — Булонским эдиктом положен конец 4-летней войне французских католиков и гугенотов.
- 1618 — за «околдование» французской королевы была казнена камеристка Марии Медичи.
- 1659 — началась битва под Конотопом.
- 1663 — английский король Карл II одобрил представленную Джоном Кларком Королевскую Хартию Род-Айленда.
- 1709 — состоялась Полтавская битва — крупнейшее сражение Великой Северной войны.
- 1716 — в ходе Великой Северной войны произошла битва в Дюнекилене между датской и шведской эскадрами.
- 1758 — в ходе Семилетней войны на Североамериканском театре боевых действий произошла битва при Карильоне.
- 1777 — республика Вермонт отменила рабство.
- 1796 — государственный департамент США выдал первый паспорт гражданина США.
- 1819 — в Петербурге заложен Исаакиевский собор по проекту архитектора Огюста Монферрана.
- 1820 — франкфуртский сейм принял Венский заключительный акт, дополнявший конституцию Германского союза и подтверждавший суверенитет немецких государств.
- 1833 — подписан Ункяр-Искелесийский договор о мире, дружбе и оборонительном союзе между Россией и Османской империей.
- 1853 — в Токийском заливе высадился американский командор Мэтью Перри, от имени США потребовавший от Японии до конца года установить торговые отношения с Америкой.
- 1889 — вышел первый номер газеты «The Wall Street Journal».

### XX век
- 1901 — во Франции введено ограничение скорости движения автомобилей в городах — 10 км/ч.[источник?]
- 1907 — в Нью-Йорке прошло первое представление самого знаменитого американского варьете первой половины XX века «Ziegfeld Follies», организованного импресарио Флоренцем Зигфельдом (Florenz Ziegfeld).
- 1916 — указ о мобилизации на принудительные работы 400 тыс. жителей Туркестана и степных областей. Массовое восстание казахских племён было жестоко подавлено.
- 1918 — в Киеве создан Государственный Сенат Украины.
- 1920 — британская колония Восточная Африка переименована в Кению.
- 1922 — впервые в мире на бывшем Ходынском аэродроме проведены опыты по применению авиации для борьбы с вредителями сельского хозяйства (лётчик Н. П. Ильзин).
- 1944
  - Выпуск первого автомобиля на эвакуированном в город Миасс заводе ЗИС (Заводе имени И. В. Сталина).
  - Указом Президиума Верховного Совета СССР введено почётное звание «Мать-героиня» и учреждены орден «Материнская слава» и медаль «Медаль материнства».
- 1945 — после Великой Отечественной войны восстановлена Крымская астрофизическая обсерватория АН СССР (КАО была основана на базе частной любительской обсерватории, созданной в 1900 году).
- 1947 — в прессе появились сообщения о якобы крушении НЛО под Розуэллом[5].
- 1958 — совершил первый полёт первый послевоенный немецкий вертолёт — трёхместный Боргварт «Колибри I», построенный Генрихом Фокке.
- 1962 — катастрофа самолёта Douglas DC-8 близ Джуннара (Индия). Погибли 94 человека.
- 1969 — Вьетнамская война: начат вывод американских войск из Южного Вьетнама, завершившийся через три с половиной года.
- 1972 — президент США Ричард Никсон объявил о том, что СССР в течение 3 лет закупит американское зерно на сумму 750 миллионов долларов.
- 1974 — ЦК КПСС утвердил проект строительства Байкало-Амурской магистрали (БАМа).
- 1977 — катастрофа самолёта Ан-24 у Сухумского аэропорта. Погибли 6 человек.
- 1980 — катастрофа самолёта Ту-154 в Алма-Ате. Погибли 166 человек — крупнейшая авиакатастрофа в истории Казахстана.
- 1990 — финал чемпионата мира по футболу 1990: в Риме сборная ФРГ обыграла сборную Аргентины со счётом 1:0
- 1994 — в связи со смертью Ким Ир Сена упразднена должность Президента КНДР и учреждена должность Великого руководителя КНДР для действующего лидера Ким Чен Ира.
- 1997 — в России принято новое положение о паспорте (его обязаны иметь все граждане, достигшие 14 лет).

### XXI век
- 2003 — катастрофа самолёта Boeing 737 южнее Порт-Судана. Погибли 117 человек — крупнейшая авиакатастрофа в истории Судана.
- 2008 — Чехия стала 18-м членом Европейского космического агентства.
- 2011 — начался последний полёт шаттла «Атлантис», завершивший эксплуатацию кораблей системы «Space Shuttle».
- 2014 — в полуфинале чемпионата мира в Бразилии сборная Германии разгромила сборную Бразилии со счётом 7:1.
- 2022 — в Японии во время предвыборного выступления убит бывший премьер-министр Синдзо Абэ.
- 2024 — вторжение России на Украину: ракетный обстрел городов Украины, 47 погибших, более 190 раненых.

## Родились
См. также: Категория:Родившиеся 8 июля

### До XIX века
- 1593 — Артемизия Джентилески (ум. ок. 1653), итальянская художница.
- 1621 — Жан де Лафонтен (ум. 1695), французский поэт-баснописец.
- 1708 — Клод Анри де Фюзе де Вуазенон (ум. 1775), французский драматург, прозаик, поэт и либреттист, член Французской академии.
- 1767 — Павел Чичагов (ум. 1849), русский адмирал, сын Василия Чичагова, морской министр Российской империи (1802—1809).
- 1785 — Карл Фридрих фон Ледебур (ум. 1851), немецкий учёный, педагог и путешественник на русской службе.

### XIX век
- 1819
  - Ватрослав Лисинский (ум. 1854), хорватский композитор, представитель движения за национальное возрождение.
  - Фрэнсис Макклинток (ум. 1907), английский полярный исследователь, нашедший останки экспедиции Джона Франклина.
- 1831 — Джон Стит Пембертон (ум. 1888), американский фармацевт, офтальмолог, изобретатель «Кока-Колы».
- 1836 — Джозеф Чемберлен (ум. 1914), британский политик и государственный деятель, отец Остина Чемберлена и премьер-министра Великобритании Невилла Чемберлена.
- 1838 — Фердинанд фон Цеппелин (ум. 1917), немецкий конструктор дирижаблей, граф.
- 1839 — Джон Рокфеллер (ум. 1937), американский промышленник, основатель нефтяной компании Standard Oil.
- 1842 — Николай Бенардос (ум. 1905), российский инженер, изобретатель всех видов электрической дуговой сварки.
- 1843 — Герман Христиан Гильдебранд (ум. 1890), немецкий прибалтийский историк, архивариус, педагог.
- 1851 — Артур Джон Эванс (ум. 1941), английский историк и археолог, первооткрыватель минойской цивилизации.
- 1867 — Кете Кольвиц (ум. 1945), немецкая художница-график и скульптор.
- 1882 — Перси Грейнджер (ум. 1961), американский пианист, аранжировщик и композитор австралийского происхождения.
- 1885
  - Эрнст Блох (ум. 1977), немецкий философ, социолог и публицист, неомарксист.
  - Пауль Лени (ум. 1929), немецкий художник-оформитель, декоратор и кинорежиссёр.
- 1887 — Жан Рэ (ум. 1964), бельгийский писатель фламандского происхождения.
- 1890 — Ганс Йост (ум. 1978), немецкий поэт, прозаик и драматург, нацист, группенфюрер СС.
- 1892 — Ричард Олдингтон (ум. 1962), английский поэт, писатель-прозаик, критик.
- 1893 — Фриц Перлз (ум. 1970), немецкий врач-психиатр еврейского происхождения, основатель гештальттерапии.
- 1894 — Пётр Капица (ум. 1984), советский физик, инженер, академик, лауреат Нобелевской премии (1978).
- 1895 — Игорь Тамм (ум. 1971), советский физик-теоретик, профессор, академик, лауреат Нобелевской премии по физике (1958).
- 1897 — Исабелино Градин (ум. 1944), уругвайский футболист, двукратный чемпион Южной Америки.

### XX век
- 1901 — Отто Вехтер (ум. 1949), австрийский юрист, деятель НСДАП и СС.
- 1903 — Карло Цекки (ум. 1984), итальянский пианист и дирижёр.
- 1904 — Владимир Белокуров (ум. 1973), актёр театра и кино, народный артист СССР.
- 1905 — Леонид Амальрик (ум. 1997), советский режиссёр-мультипликатор.
- 1906 — Филип Джонсон (ум. 2005), американский архитектор, первый лауреат Притцкеровской премии (1979).
- 1908
  - Борис Вильде (ум. 1942), русский поэт, лингвист и антрополог, участник французского Сопротивления.
  - Луис Джордан (ум. 1975), американский джазовый и блюзовый музыкант, саксофонист, бэнд-лидер, композитор.
  - Харальд Райнль (ум. 1986), австрийский кинорежиссёр.
  - Нельсон Рокфеллер (ум. 1979), американский политик и бизнесмен, вице-президент США (1974—1977).
- 1915 — Николай Крюков (ум. 1993), актёр театра и кино, заслуженный артист РСФСР.
- 1917 — Михаил Девятаев (ум. 2002), советский лётчик-истребитель, совершивший побег из немецкого концлагеря на угнанном самолёте, Герой Советского Союза.
- 1935
  - Стив Лоуренс (настоящее имя Сидни Лейбовиц; р. 1935), американский певец и актёр.
  - Виталий Севастьянов (ум. 2010), советский космонавт, дважды Герой Советского Союза.
- 1937 — Лидия Клемент (ум. 1964), советская эстрадная певица.
- 1938
  - Андрей Мягков (ум. 2021), актёр театра и кино, народный артист РСФСР.
  - Леонид Танюк (ум. 2016), украинский политик, писатель, театральный режиссёр, народный артист Украины.
- 1942 — Рудольф Фрунтов (ум. 2015), советский и российский кинорежиссёр, сценарист и продюсер.
- 1950 — Константин Райкин, советский и российский актёр театра и кино, театральный педагог, режиссёр, художественный руководитель театра «Сатирикон», народный артист РФ.
- 1951
  - Артур Кивни (ум. 2020), британский учёный-антиковед ирландского происхождения.
  - Анжелика Хьюстон, американская актриса кино и телевидения, режиссёр, обладательница премий «Оскар» и «Золотой глобус».
- 1952 — Карен Шахназаров, советский и российский кинорежиссёр, сценарист, продюсер, общественный деятель, народный артист РФ.
- 1957 — Александр Гурнов, советский и российский журналист, телеведущий.
- 1958
  - Кевин Бейкон, американский актёр, лауреат премии «Золотой глобус».
  - Ципи Ливни, израильский юрист и государственный деятель, бывший министр юстиции Израиля.
- 1961
  - Тоби Кит (ум. 2024), американский исполнитель кантри-музыки, он записал более 20 альбомов четыре его альбома возглавляли национальный хит-парад Billboard 200. В 2024 году артист был посвящён в Зал славы кантри.
  - Энди Флетчер (ум. 2022), британский музыкант-клавишник, один из основателей группы Depeche Mode.
- 1962 — Джоан Осборн, американская рок-певица, автор песен.
- 1963 — Дмитрий Певцов, советский и российский актёр театра и кино, певец, народный артист РФ.
- 1964 — Алексей Гусаров, советский и российский хоккеист, олимпийский чемпион (1988), многократный чемпион мира и Европы, член «Тройного золотого клуба».
- 1965 — Юлия Рутберг, советская и российская актриса театра и кино, чтец, народная артистка РФ.
- 1968 — Билли Крудап, американский актёр театра, кино и телевидения, лауреат премии «Тони».
- 1970 — Андреас Шваллер, швейцарский кёрлингист, призёр Олимпийских игр (2002).
- 1972 — Лика Рулла, актриса и певица, звезда российских мюзиклов.
- 1973
  - Валерий Залужный, украинский военачальник, главнокомандующий ВСУ (2021—2024).
  - Кэтлин Робертсон, канадская актриса кино и телевидения.
- 1974
  - Диана Арбенина, российская певица, музыкант, лидер рок-группы «Ночные снайперы».
  - Жанна Фриске (ум. 2015), российская эстрадная певица, телеведущая, актриса, бывшая солистка группы «Блестящие».
- 1977 — Майло Вентимилья, американский актёр кино и телевидения.
- 1980 — Робби Кин, ирландский футболист, рекордсмен сборной Ирландии по матчам и голам.
- 1981 — Анастасия Мыскина, российская теннисистка, экс-вторая ракетка мира.
- 1982 — София Буш, американская актриса и активистка.
- 1983 — Анна Матисон, российский кинорежиссёр, сценарист и драматург.
- 1987 — Юрий Музыченко, российский музыкант и видеоблогер, фронтмен и один из основателей джипси-фолк-рок-группы The Hatters.
- 1988
  - Джордан Барроуз, американский борец вольного стиля, олимпийский чемпион (2012), многократный чемпион мира.
  - Мики Роке (ум. 2012), испанский футболист.
- 1991 — Вирджил ван Дейк, нидерландский футболист, серебряный призёр Лиги наций УЕФА (2019).
- 1992
  - Никита Гусев, российский хоккеист, олимпийский чемпион (2018).
  - Иван Ордец, украинский футболист.
  - Сон Хын Мин, южнокорейский футболист, капитан сборной Республики Корея.
  - Скай Феррейра, американская певица, автор песен, модель и актриса.
- 1998 — Джакара Энтони, австралийская фристайлистка, олимпийская чемпионка в могуле (2022).

## Скончались
См. также: Категория:Умершие 8 июля

### До XIX века
- 303 — Прокопий Кесарийский, христианский святой, великомученик.
- 1180 — Альберт Генуэзский (р. 1090), католический святой, член монашеского ордена цистерцианцев, отшельник.
- 1623 — Григорий XV (в миру Алессандро Людовизи; р. 1554), 234-й папа римский (1621—1623).
- 1681 — Георг Ноймарк (р. 1621), немецкий поэт, композитор, музыкант—гамбист и библиотекарь[6].
- 1695 — Христиан Гюйгенс (р. 1629), голландский математик, физик, механик и астроном.
- 1721 — Элайху Йель (р. 1649), британский торговец, губернатор Мадраса, основатель Йельского университета.

### XIX век
- 1822 — Перси Биши Шелли (р. 1792), английский поэт-романтик.
- 1823 — Генри Реберн (р. 1756), шотландский художник-романтик.
- 1848 — Евдокия Истомина (р. 1799), русская артистка балета.
- 1859 — Оскар I (урожд. Жозеф-Оскар Бернадот; р. 1799), король Швеции и Норвегии (1844—1859).
- 1867 — Бенуа Фурнерон (р. 1802), французский инженер, изобретатель гидравлического двигателя.
- 1869 — Иван Лажечников (р. 1792), русский писатель.
- 1895 — Иоганн Йозеф Лошмидт (р. 1821), австрийский физик и химик.
- 1898 — Николай Ярошенко (р. 1846), русский художник-передвижник.

### XX век
- 1904 — Николай Обручев (р. 1830), русский генерал.
- 1906 — Иван Мельников (р. 1832), русский оперный певец (лирико-драматический баритон).
- 1922 — Мори Огай (р. 1862), японский писатель.
- 1927 — Макс Гофман (р. 1869), немецкий генерал, в 1916—1918 начальник штаба Восточного фронта.
- 1932 — Александр Грин (р. 1880), русский писатель.
- 1943 — Жан Мулен (р. 1899), французский политик, герой движения Сопротивления времён Второй мировой войны.
- 1946 — Александр Александров (р. 1883), композитор, автор музыки гимна СССР и России.
- 1957 — Уильям Кэдбери (р. 1867), английский производитель шоколада, разработчик логотипа компании Cadbury.
- 1967 — Вивьен Ли (р. 1913), английская актриса, обладательница двух «Оскаров».
- 1969 — Филипп Октябрьский (р. 1899), адмирал, Герой Советского Союза.
- 1979
  - Роберт Бёрнс Вудворд (р. 1917), американский химик, лауреат Нобелевской премии (1965).
  - Синъитиро Томонага (р. 1906), японский физик, лауреат Нобелевской премии (1965).
- 1981 — Иосиф Туманов (р. 1909), актёр, режиссёр, педагог, народный артист СССР.
- 1985 — Саймон Смит Кузнец (р. 1901), американский экономист, лауреат Нобелевской премии (1971).
- 1986 — Хайман Джордж Риковер (р. 1900), американский адмирал, «отец атомного флота».
- 1994
  - Ким Ир Сен (р. 1912), корейский государственный деятель, генеральный секретарь Трудовой партии Кореи (с 1946).
  - Кристиан-Жак (р. 1904), французский кинорежиссёр.
- 1999 — Чарльз Конрад (р. 1930), американский астронавт, третий человек, ступивший на поверхность Луны.
- 2000 — FM-2030 (наст. имя Ферейдун М. Эсфендиари; р. 1930), футуролог, философ, писатель.

### XXI век
- 2001 — погиб Геннадий Заволокин (р. 1948), композитор, баянист и гармонист, поэт, телеведущий, народный артист России.
- 2004 — Жан Лефевр (р. 1922), французский комедийный киноактёр.
- 2006 — Катрин Лерой (р. 1945), американская военная журналистка, известная фотографиями времён Вьетнамской войны.
- 2011 — Андрей Ладынин (р. 1938), советский и российский кинорежиссёр, сценарист, актёр.
- 2013 — Егор Исаев (р. 1926), русский советский поэт и публицист, Герой Социалистического Труда.
- 2020
  - Амаду Гон Кулибали (р. 1959), ивуарийский инженер, государственный деятель, премьер-министр Кот-д’Ивуара (2017—2020).
  - Финн Кристиан Ягге (р. 1966), норвежский горнолыжник, олимпийский чемпион 1992 года в слаломе.
- 2022 — убит Синдзо Абэ (р. 1954), бывший премьер-министр Японии.
- 2023 — Николай Алёхин (р. 1954), советский фехтовальщик на саблях, чемпион мира и Олимпийских игр.

## Приметы
День Петра и Февронии. Феврония-русальница. Русальницы. Пётр и Феврония.
- С этого дня ожидается ещё 40 жарких дней.
- После Ивана не надо жупана.
- Коли в этот день идёт дождь, то будет хороший урожай мёда.
- Свиньи и мыши сено едят — к худому покосу.